# Blijde Boodschapkerk (Utrecht)
De Blijde Boodschapkerk was een rooms-katholieke parochiekerk in de wijk Overvecht in de Nederlandse stad Utrecht. De kerk is gewijd aan de Blijde Boodschap. In 2003 werd de kerk aan de eredienst onttrokken na de fusie tot de Sint-Rafaëlparochie voor heel Overvecht. Sinds 2005 is de kerk echter weer in gebruik genomen door Chinese christenen waarbij de naam van de kerk ook behouden bleef.

## Ontstaansgeschiedenis
Met de uitbreiding van de wijk Overvecht met het wijkgedeelte Overvecht-Noord werden er ook voor deze wijk plannen gemaakt voor parochiekerken. Hoewel aanvankelijk werd overwogen om voor Overvecht-Noord twee parochies op te richten, werd het er uiteindelijk maar een. In 1970 werd de parochie opgericht en gewijd aan de Blijde Boodschap. Datzelfde jaar begon de bouw die in 1971 werd voltooid. Na de Heilige Geestkerk en de Emmaüskerk was dit de derde katholieke kerk voor Overvecht.

## Sint-Rafaëlparochie
Door teruglopend kerkbezoek werd in 2003 besloten om alle parochies in Overvecht te fuseren. Samen met de Emmaüsparochie en de Heilige Geestparochie fuseerde ze  tot de Sint-Rafaëlparochie. De Emmauskerk was al gesloten en de parochianen maakten gebruik van de protestantse Johanneskerk. De Blijde Boodschap werd in 2003 aan de eredienst onttrokken. De Heilige Geestkerk werd de enige kerk van de nieuwe parochie en heette voortaan Sint-Rafaëlkerk.
De kerk werd echter niet afgebroken. In 2005 werd de kerk in gebruik genomen door Chinese christenen. Op hun verzoek hebben zij de naam Blijde Boodschap behouden voor het kerkgebouw. Het interieur van de kerk is gebruikt om de nieuwe dagkapel van de Rafaëlkerk in te richten.